# Ицхоки, Олег Евгеньевич
Олег Евгеньевич Ицхо́ки (род. 7 января 1983, Москва) — российский и американский экономист, профессор Гарвардского университета в Кембридже. Доктор философии по экономике. С 2009 по 2020 год преподавал в Принстонском университете, с 2020 по 2024 — в Калифорнийском университете в Лос-Анджелесе. С 1 июля 2024 года работает профессором экономики в Гарвардском Университете. Первый россиянин, награждённый медалью Джона Бейтса Кларка (2022).

## Биография
В 1990—1999 гг. учился в московской школе № 1289 с углубленным изучением английского языка.
В 2003 году окончил экономический факультет Московского государственного университета, а через — год магистратуру в Российской экономической школе. В 2004 году поступил в аспирантуру в Гарвардский университет, где в 2009-м году под руководством профессора Эльханана Хелпмана защитил диссертацию на тему «Международная торговля и рынки труда: безработица, неравенство и перераспределение» и получил степень PhD in Economics.
С 2010 по 2017 год был доцентом, а с 2017 по 2020 год — профессором в Принстонском университете. Работал приглашённым профессором в Чикагском (2012—2013) и Стэнфордском университетах (2017—2018).
С сентября 2019 года — профессор Калифорнийского университета в Лос-Анджелесе. С июля 2024 года — профессор экономики Гарвардского Университета.

## Научная деятельность
Область исследований — макроэкономика и международная экономика.
Является членом редколлегии журнала American Economic Review (с 2019 года). Сотрудничает с Национальным бюро экономических исследований (с 2010 года) и с Центром экономических и политических исследований (с 2010 года).
На апрель 2022 года индекс Хирша, по версии Google Scholar, — 23, по версии Scopus — 14.

## Экспертная и общественная деятельность
В 2021 году вместе с группой российских экономистов и политологов стал одним из авторов доклада «Застой-2» (под редакцией Кирилла Рогова), в котором исследователи проанализировали состояние российской экономики, её перспективы, и предложили методы возобновления роста.
В апреле 2022 года в совместной статье с экономистом Сергеем Гуриевым выступил за эмбарго на импорт российских энергоносителей как «самый быстрый способ лишить Путина возможности финансировать войну», так как «любой другой вариант политики, по всей вероятности, будет более дорогостоящим и опасным».
На канале The Breakfast Show ведет еженедельное просветительское шоу «Экономический смысл с Олегом Ицхоки».

## Награды
- 2014 — Журнал Finance & Development[англ.], выпускаемый Международным валютным фондом, включил Олега Ицхоки в список «25 экономистов моложе 45 лет, которые формируют наши взгляды на мировую экономику»[12].
- 2015 — Стипендия Слоана[13].
- 2022 — Медаль Джона Бейтса Кларка за «фундаментальный вклад как в международные финансы, так и в международную торговлю»[14].

## Семья
Жена — Альбина Ицхоки (Магомедова), старший исследователь отдела продуктовых инноваций Netflix. Трое детей.

## Избранные публикации
- Currency Choice and Exchange Rate Pass-through (с Гитой Гопинат и Роберто Ригобоном), American Economic Review, 100 (1), 304—336, March 2010.
- Inequality and Unemployment in a Global Economy (с Эльхананом Хелпманом и Стивеном Реддингом), Econometrica, 78 (4), 1239—1283, July 2010.
- Importers, Exporters and Exchange Rate Disconnect (с Мэри Амити[англ.] и Йозефом Кеннингсом[англ.]), American Economic Review, 104 (7), 1942—1978, July 2014.
- Trade and Inequality: From Theory to Estimation (с Эльхананом Хелпманом, Марком-Андреасом Мундлером и Стивеном Реддингом), Review of Economic Studies, 84 (1), 357—405, January 2017.
- Exchange Rate Disconnect in General Equilibrium (с Дмитрием Мухиным), Journal of Political Economy, 129 (8), 2183—2232, August 2021.
- Mussa Puzzle Redux (с Дмитрием Мухиным),  NBER Working Paper No. 28950, 2021.